# Palatul fostei Societăți de asigurări Dacia - România
Palatul fostei Societăți de asigurări Dacia - România, din București, situat la intersecția străzilor Lipscani, Smârdan (fostă str. Germană) și Stavropoleos, a fost construit în anii 1882-1889. Fațadele monumentale sunt decorate cu sculpturi alegorice reprezentând Justiția, Comerțul, Industria și Agricultura. După alte surse, a fost construit între anii 1911-1912 în stil clasic vienez, inițial ca sediu al unei sucursale a unei bănci din Berlin, după anul 1918 statul român preluând clădirea și instituția, Banca Generală a Țării Românești.
Restaurarea clădirii efectuată cu grijă în anii 1984-1985 de către arhitecții Constantin Rulea și Octav Dimitriu a lăsat aproape intactă această construcție reprezentativă a arhitecturii bucureștene de influență germană.
Clădirea este un monument istoric aflat pe teritoriul municipiului București, cu codul LMI B-II-m-A-19021.
Potrivit unei hotărâri aprobate pe 27 iunie 2013 de Consiliul General al Municipiului București, Primăria București va prelua de la Banca Comercială Română clădirea-monument istoric cu cod LMI B-II-m-A-19021 din strada Lipscani 18-20 (Palatul fostei Societăți de asigurări Dacia - România), urmând a da băncii, în schimb, terenul pe care este construit Turnul Bancorex din Calea Victoriei nr. 15 și 6 milioane de euro. În clădirea din Lipscani, municipalitatea vrea să amenajeze Pinacoteca Municipiului București. La data aprobării hotărârii, patrimoniul de artă al Pinacotecii este constituit din 2.546 de lucrări de pictură românească și europeană, 402 lucrări de sculptură, 87 de lucrări de artă decorativă, 2.445 de lucrări de grafică.

## Galerie

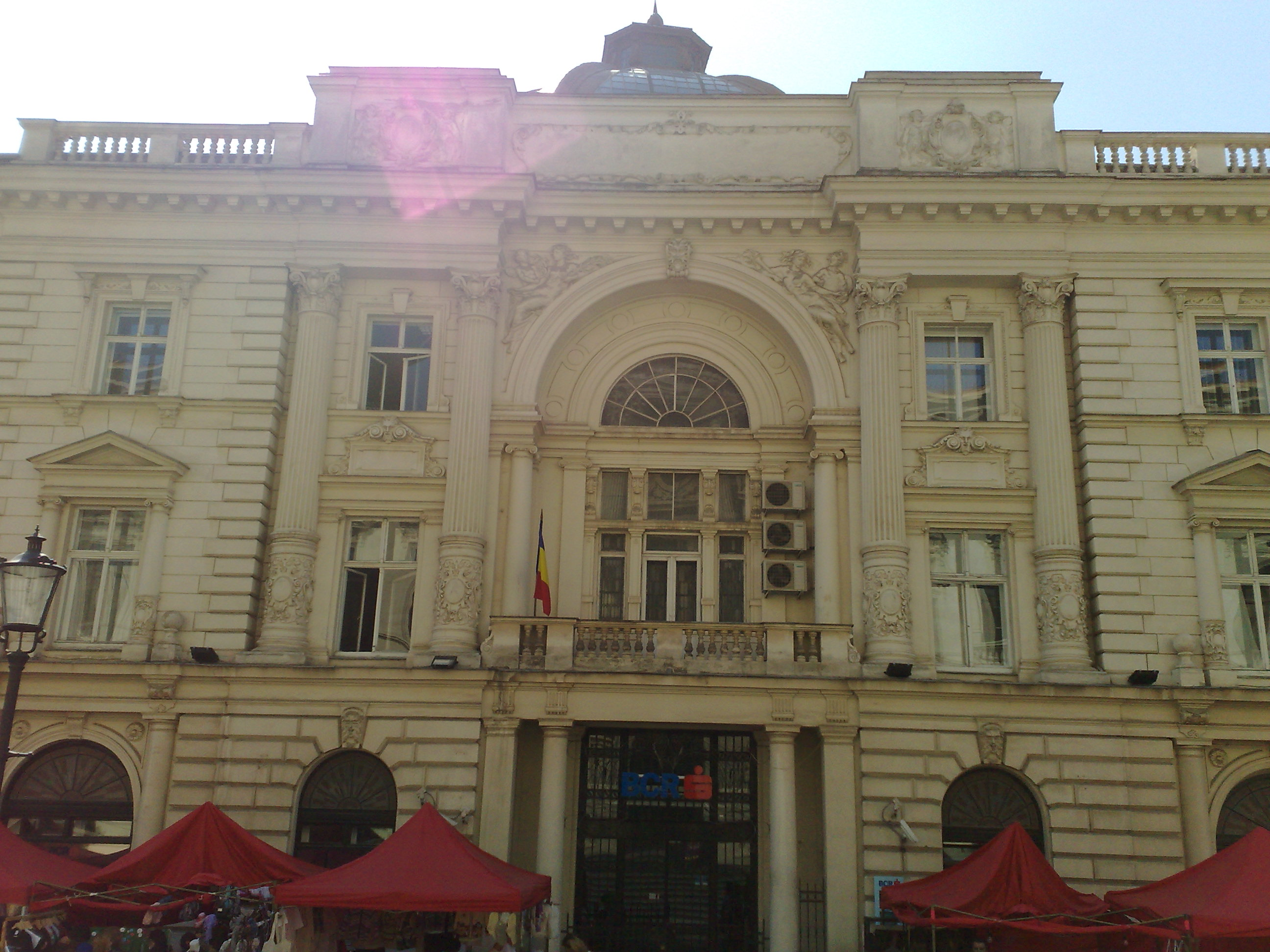
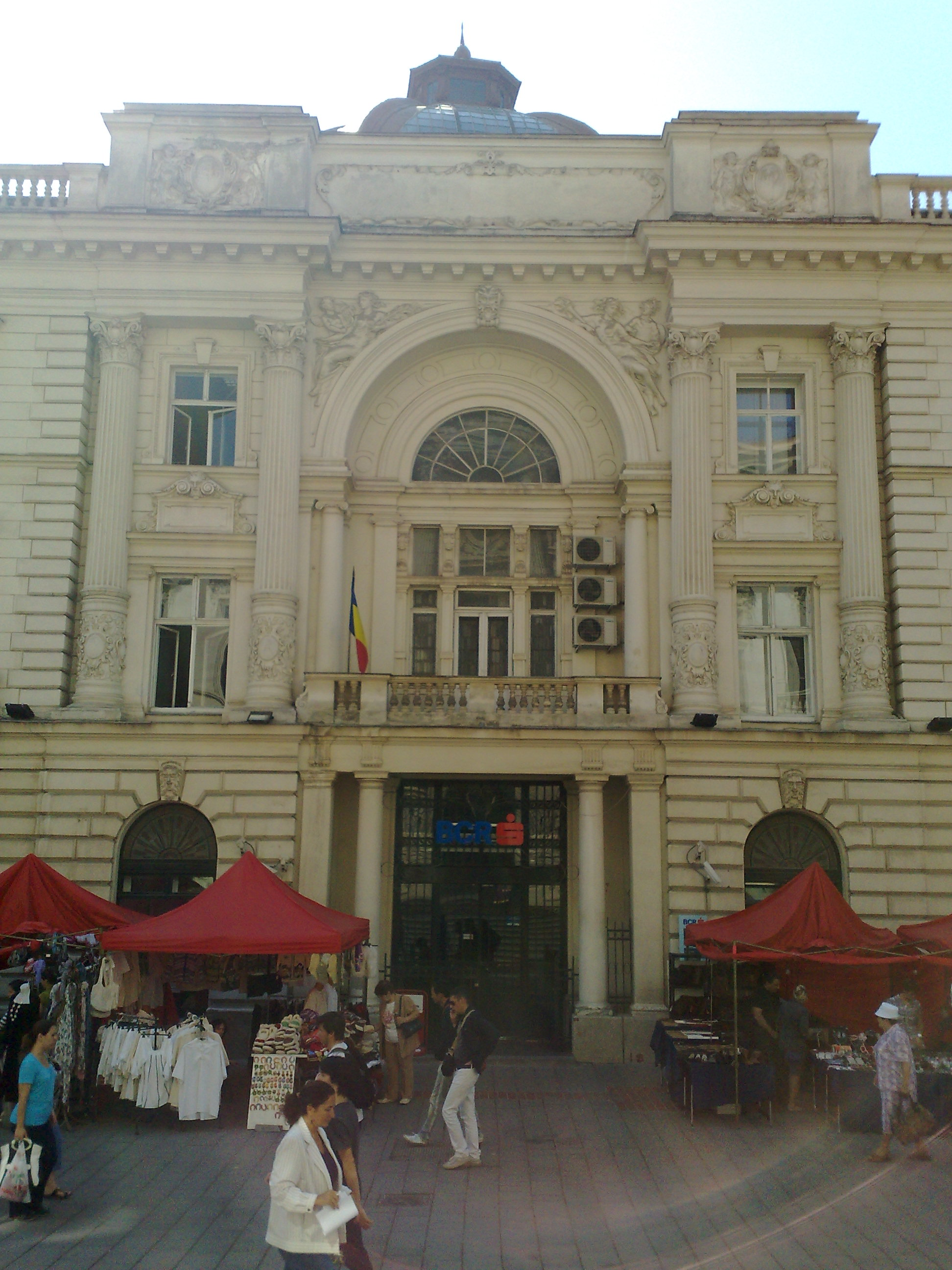
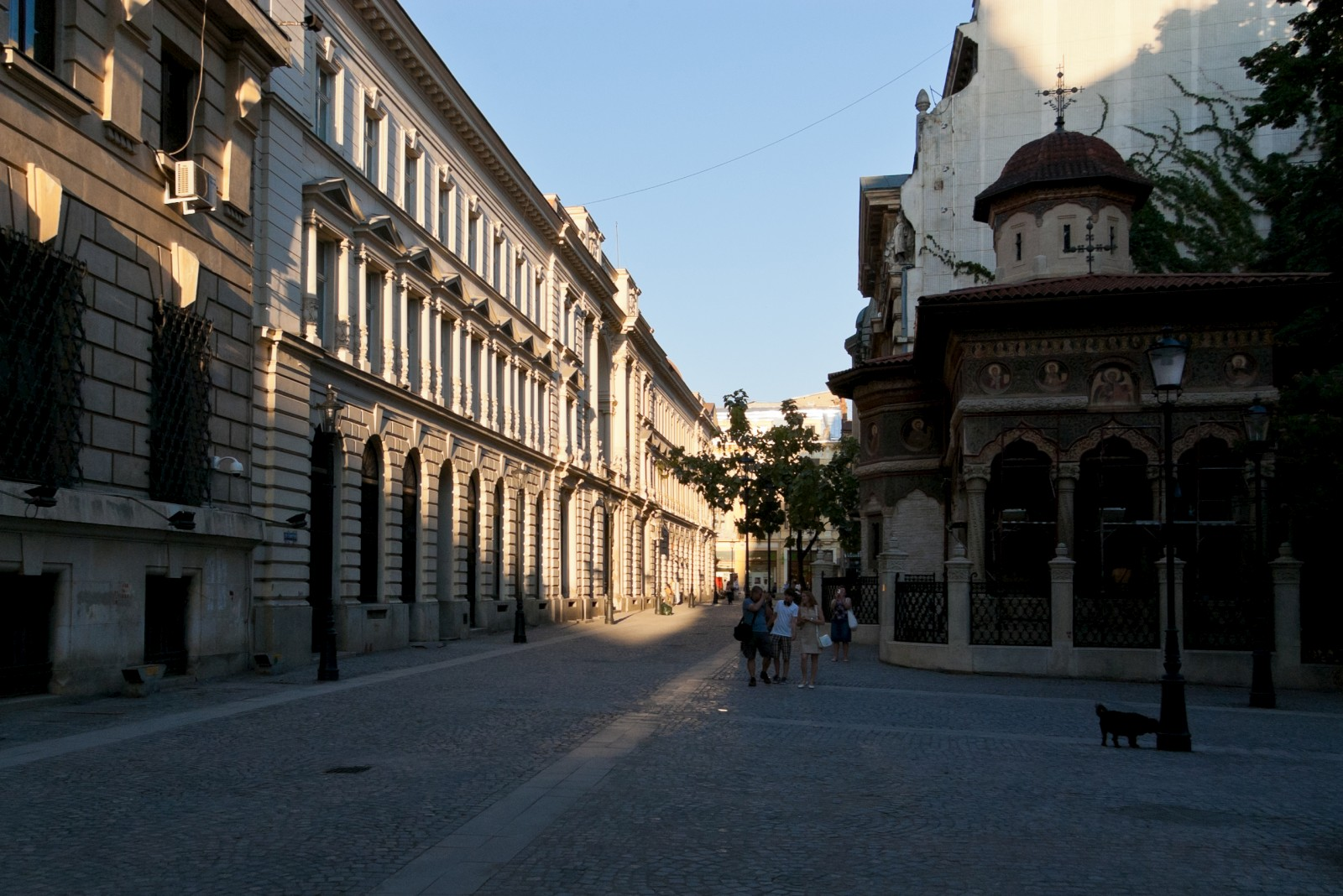
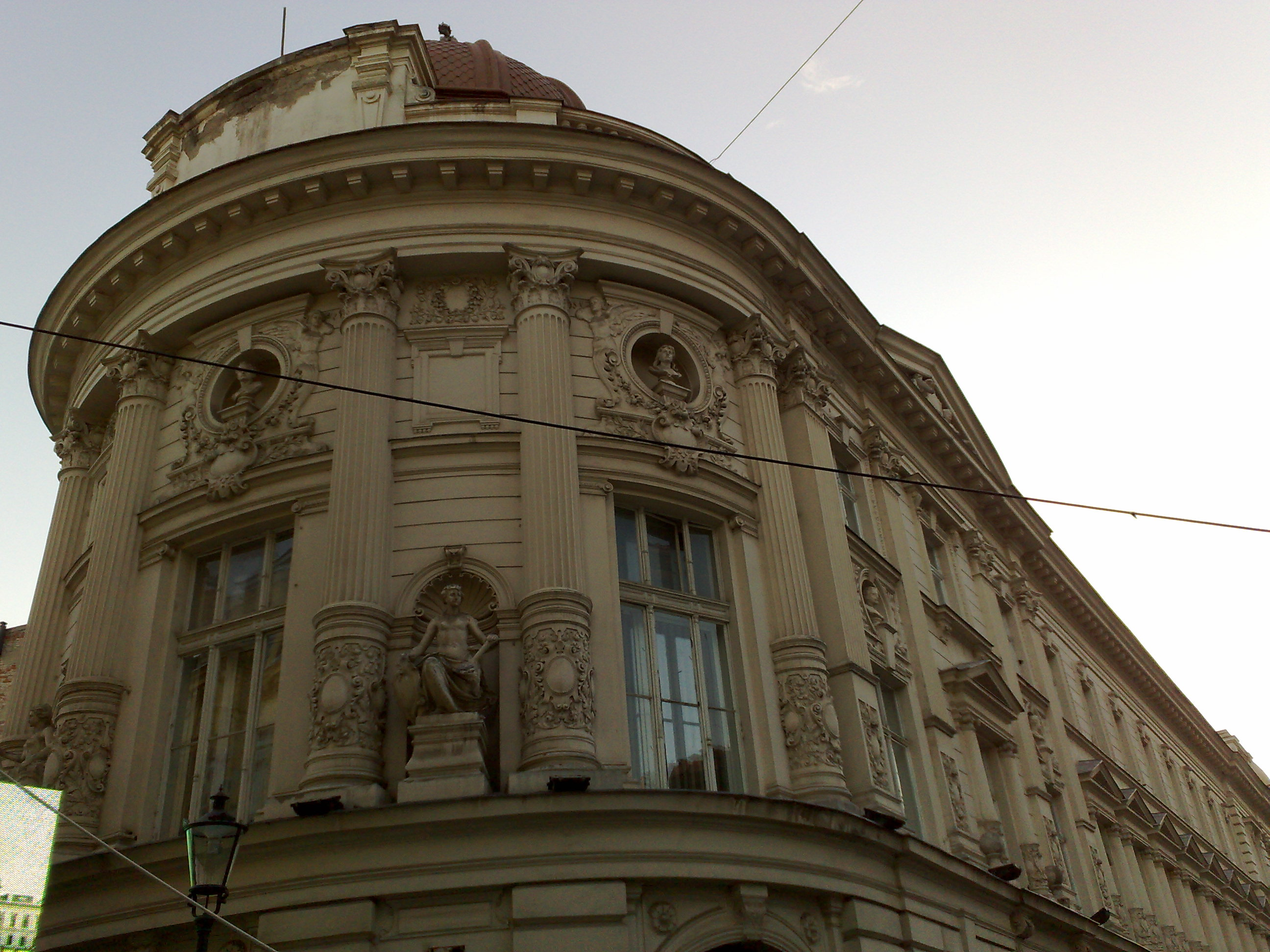
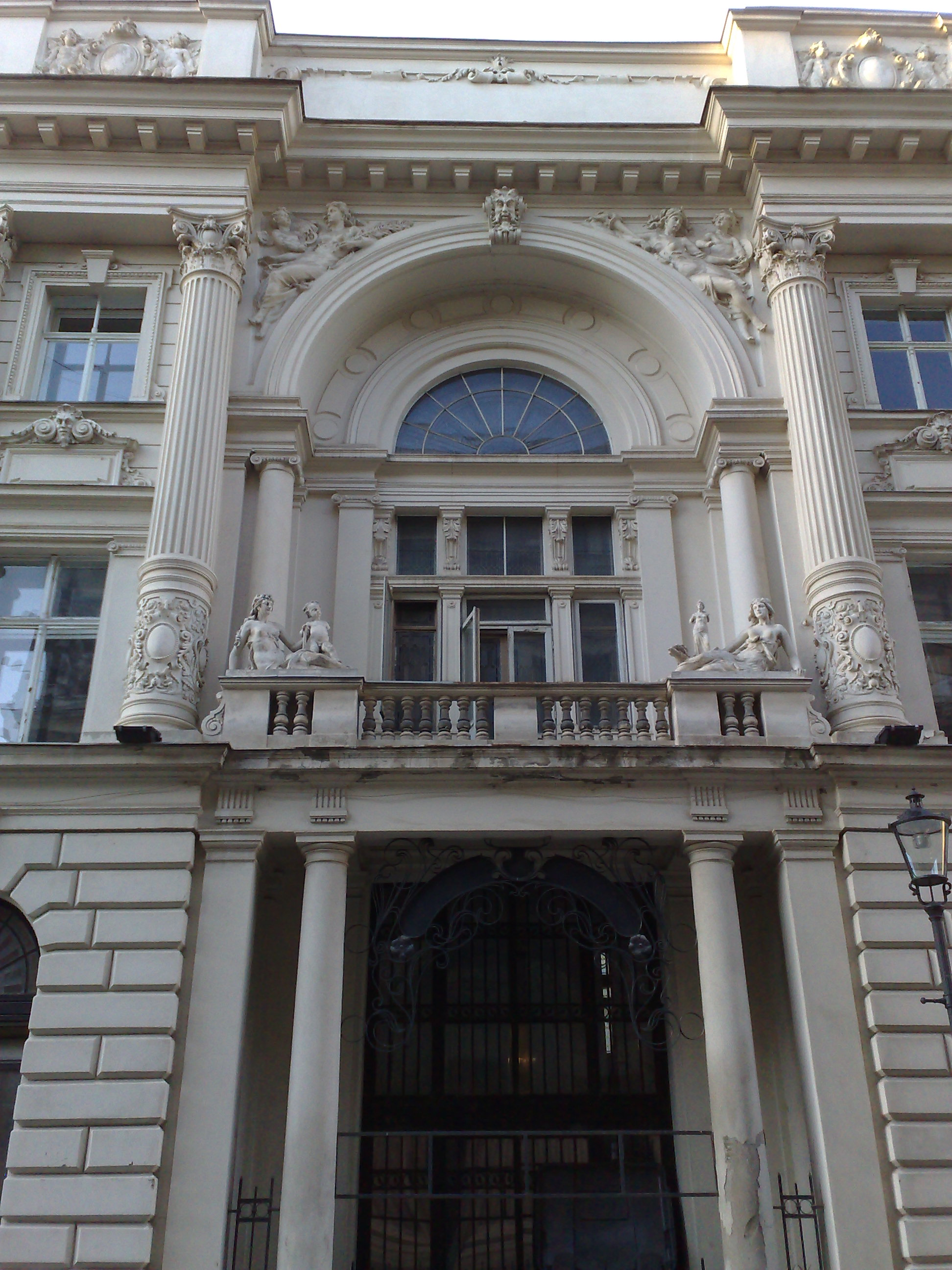
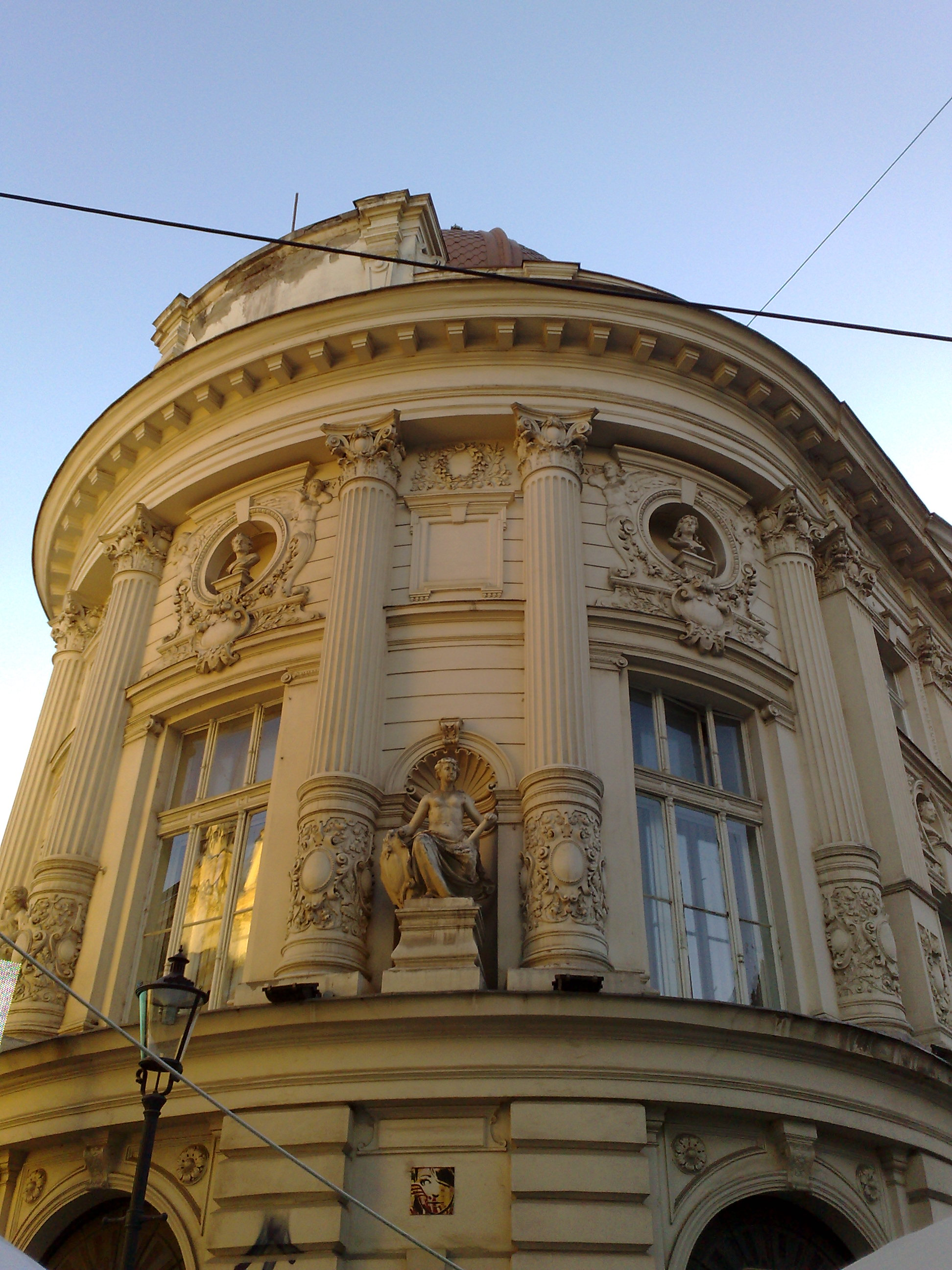
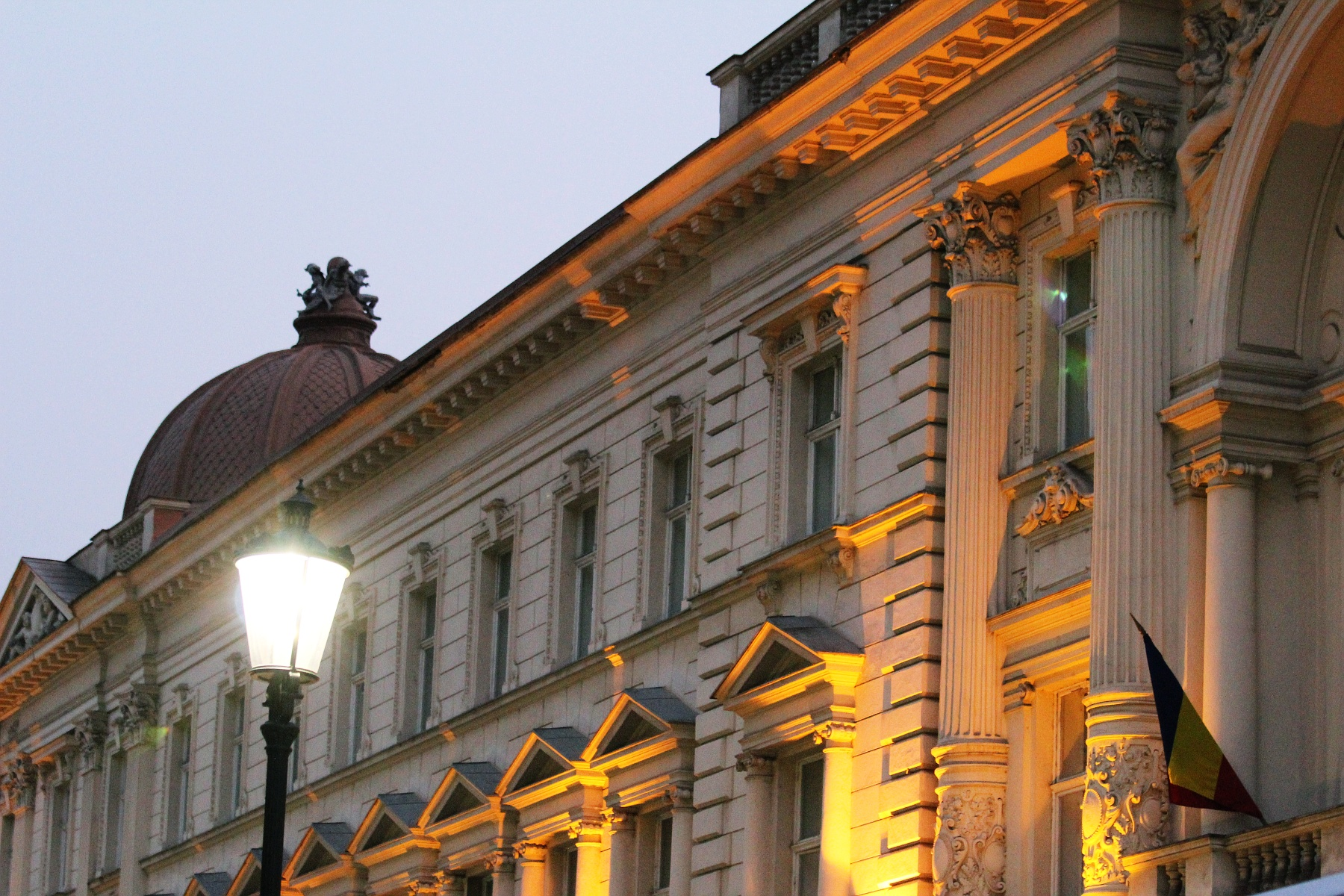
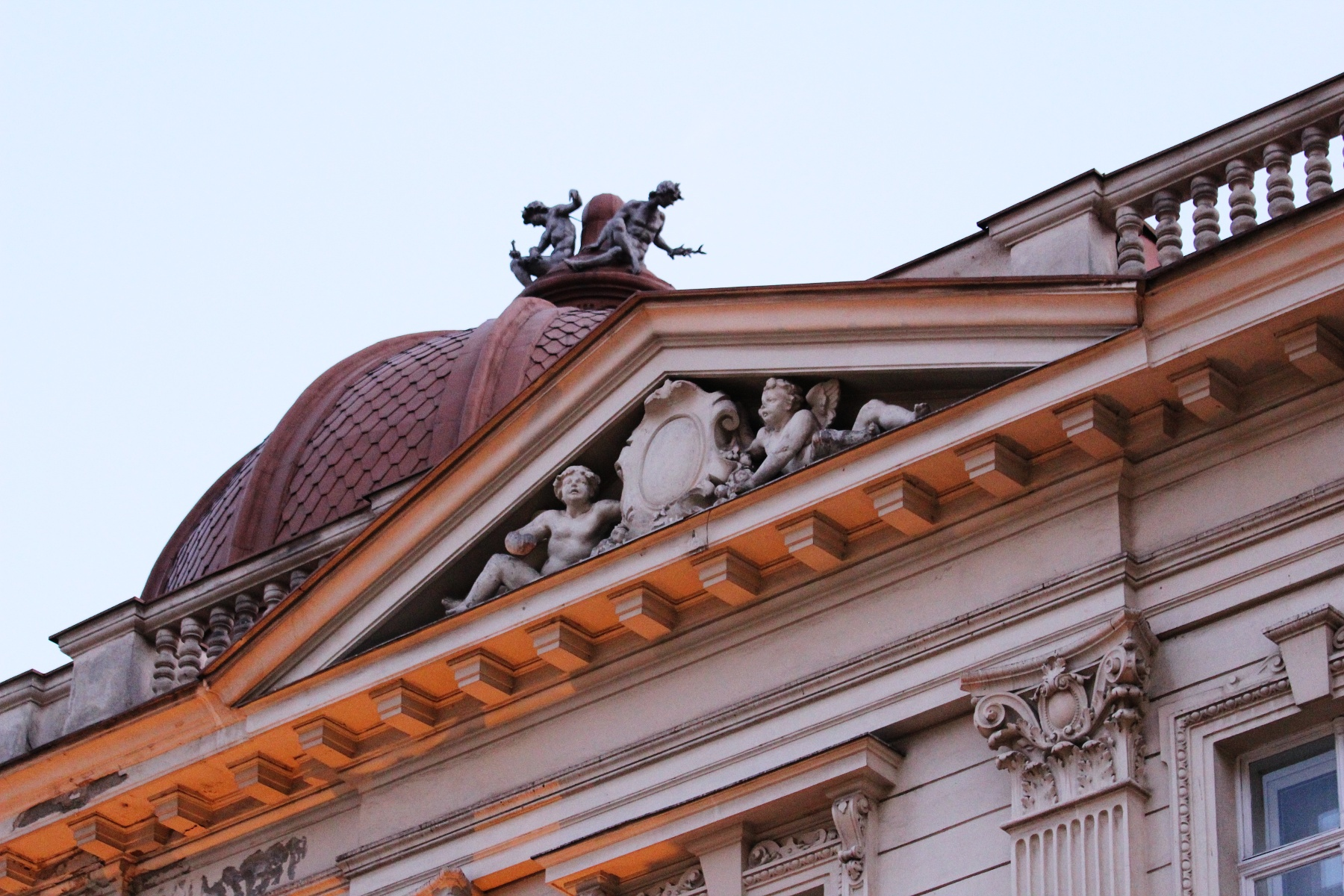
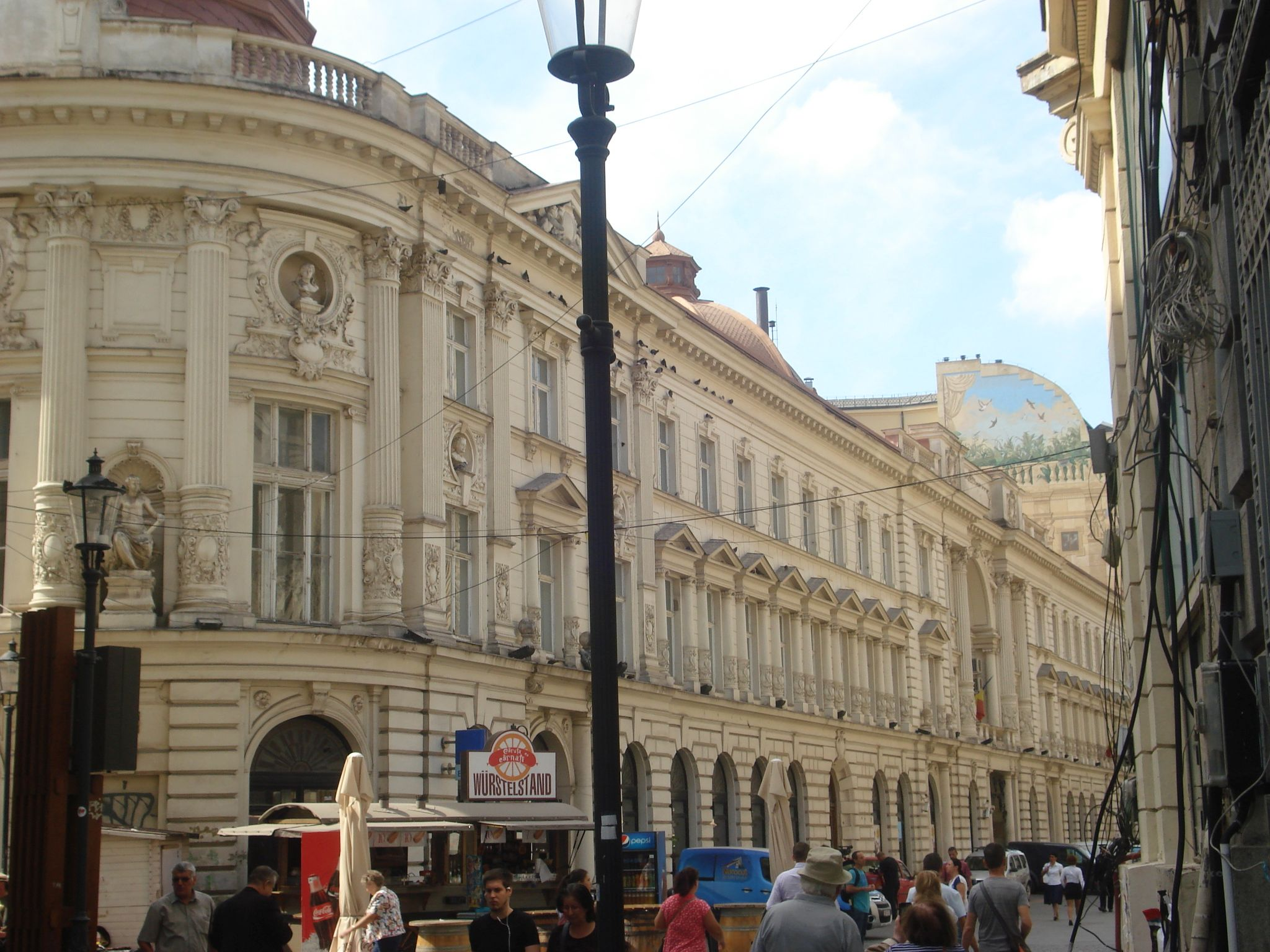